# 熊本市立飽田中学校
熊本市立飽田中学校（くまもとしりつ あきたちゅうがっこう）は、熊本県熊本市南区孫代町にある公立中学校。
6・3制実施により設立された。編入により熊本市立中学校となる。

## 沿革
- 1947年（昭和22年） - 飽託郡八分字村・藤富村・並建村飽託中央中学校組合立飽託中央中学校設立
- 1955年（昭和30年） - 飽託郡飽田村立飽田中学校と改称
- 1971年（昭和46年） - 飽託郡飽田町立飽田中学校と改称
- 1991年（平成3年） - 熊本市立飽田中学校と改称

## 歴代校長
- 1959年（昭和34年） - 内田一市
- 1971年（昭和46年） -  馬場新
- 西田和子
- 2007年（平成19年） - 寺田哲也
- 2009年（平成21年） - 稲田奈保美

## 部活動

### 運動部
- サッカー部
- 野球部
- 卓球部
- バレー部
- ソフトテニス部
- バスケットボール部
- 剣道部

### 文化部
- 吹奏楽部
- 美術部
- 放送部

## 学校周辺
- 熊本市役所 南区役所飽田総合出張所